# Katholieke Universiteit Leuven Campus De Nayer Sint-Katelijne-Waver
Het De Nayer Instituut in het Belgische Sint-Katelijne-Waver is een opleidingsinstituut voor technologie en wetenschap. Sinds september 2012 zijn de professionele opleidingen onderdeel van de Hogeschool Thomas More. Sinds oktober 2013 zijn de academische opleidingen onderdeel van de KU Leuven.

## Historiek
Het De Nayer Instituut startte zijn onderwijsactiviteiten in september 1922 op initiatief van kardinaal Mercier en professor De Fays. Jan-Pieter De Nayer werd aangesteld als eerste directeur van deze eerste Vlaamse Hogere Technische School.
Op 6 oktober 1982 verhuisde KIH De Nayer, voorheen BSTI (Bijzondere School voor Technisch Ingenieurs), van het Jef Denynplein in Mechelen naar Sint-Katelijne-Waver.
Op 21 maart 1995 werd de Hogeschool voor Wetenschap & Kunst opgericht, waarvan het De Nayer Instituut deel ging uitmaken.
In september 2004 werd de opleiding Autotechnologie van campus Kardinaal Mercier van Schaarbeek overgebracht naar campus De Nayer, wat zich vertaalde in de oprichting van het Autotechnologisch Centrum ATC.
Sinds 2008-2009 was er een operationeel samenwerkingsverband van campus De Nayer met de Lessius Hogeschool van Antwerpen en sinds 1 oktober 2010 maakte Campus De Nayer deel uit van Lessius Mechelen.
Sinds 2010-2012 voer Lessius Mechelen en Lessius Antwerpen onder dezelfde vlag en vormde Lessius Hogeschool.
Sinds 11 juli 2012 varen de KH Kempen (nu Thomas More Kempen) en Lessius (vandaag Thomas More Antwerpen-Mechelen) onder dezelfde vlag en vormen ze de Hogeschool Thomas More.
Sinds 1 oktober 2013 maakt de opleiding Industriële Wetenschappen deel uit van de KU Leuven.
Op 1 januari 2014 fuseerde Thomas More Antwerpen met Thomas More Mechelen door middel van opslorping. Thomas More Mechelen veranderde sindsdien in Thomas More Antwerpen-Mechelen.
Sinds 1 september 2019 biedt Thomas More naast de bacheloropleiding ook graduaten aan ,